# 阿蒂略·德马里亚
阿蒂略·德马里亚（西班牙語：Attilio Demaría，1909年3月19日—1990年11月11日），阿根廷、意大利男子足球运动员。他曾代表阿根廷、意大利参加1930年和1934年国际足联世界杯，其中1934年世界杯获得冠军。